# Lass uns tanzen
Lass uns tanzen is een nummer van de Duitse raveband Scooter uit 2007. Het is de tweede single van hun twaalfde studioalbum The Ultimate Aural Orgasm.
"Lass uns tanzen" bevat een sample uit "Disco Band" van de Italodiscogroep Scotch. Het nummer heeft maar één tekst: "Lass uns tanzen oder ficken oder beides". Er bestaan twee versies van het lied; de radioversie (ook bekend als de "Day version") waarin het woord "ficken" is vervangen voor een kuch, en de albumversie (de "Night version") met de originele tekst. 
Het nummer werd een bescheiden hit in Scooters thuisland Duitsland, waar het de 19e positie bereikte. In het Nederlandse taalgebied deed de plaat niets in de hitlijsten.

## Tracklijst
Cd-single
1. "Lass uns tanzen" (radioversie) – 3:43
2. "Lass uns tanzen" (Alternative Club Mix) – 5:22
3. "Lass uns tanzen" (DJ Zany Remix) – 6:38
4. "Te quiero" – 6:25

12"
1. "Lass uns tanzen" (DJ Zany Remix) – 6:38
2. "Lass uns tanzen" (Extended Mix) – 4:52
3. "Lass uns tanzen" (Tom Novy´s New HP Invent Mix) – 6:43
4. "Lass uns tanzen" (Hardwell & Greatski Late at Night Remix) – 6:34

Muziekdownload
1. "Lass uns tanzen" (radioversie) – 3:43
2. "Lass uns tanzen" (Alternative Club Mix) – 5:22
3. "Lass uns tanzen" (DJ Zany Remix) – 6:38
4. "Te quiero" – 6:25
5. "Lass uns tanzen" (Tom Novy's New HP Invent Mix) – 6:43